# Pardosa distincta
Pardosa distincta es una especie de araña araneomorfa del género Pardosa, familia Lycosidae. Fue descrita científicamente por Blackwall en 1846.
Habita en Canadá y los Estados Unidos.